# Justinas Lagunavičius
Justinas Lagunavičius (Kaunas, 4 settembre 1924 – Kaunas, 15 luglio 1997) è stato un cestista sovietico.

## Carriera
Con l'Unione Sovietica ha disputato i Giochi olimpici di Helsinki 1952 e tre edizioni dei Campionati europei (1947, 1951, 1953).

## Palmarès
- Campionato sovietico: 1

Žalgiris Kaunas: 1947